# 盖恩加
盖恩加（法語：Guengat）是法国菲尼斯泰尔省的一个市镇，属于坎佩尔区（Quimper）杜阿尔纳纳县（Douarnenez）。该市镇总面积22.72平方公里，2009年时的人口为1633人。

## 人口
盖恩加人口变化图示